# Sofia Tanghetti
Sofia Tanghetti (* 3. Mai 1999 in Genua) ist eine italienische Ruderin. Sie gewann 2019 gemeinsam mit Maria Ludovica Costa bei den Ruder-Weltmeisterschaften im Leichtgewichts-Zweier ohne Steuerfrau die Silbermedaille.

## Karriere
Sofia Tanghetti nahm 2017 zum ersten und einzigen Mal in ihrer Karriere an den Ruder-Juniorenweltmeisterschaften teil. Bei den Junioren-Weltmeisterschaften 2017 in Trakai startete als Teil des Doppelvierers. Neben ihr gehörten Laura Pagnoncelli, Greta Martinelli und Maria Ludovica Costa zur Besatzung des Bootes. Sie verpassten das A-Finale und belegten im B-Finale den dritten Platz hinter den Booten aus Tschechien und Russland, so dass sie schlussendlich den neunten Platz belegten. Im Jahr 2019 startete sie zum ersten Mal in ihrer Karriere bei den Ruder-U23-Weltmeisterschaften. Bei den U23-Weltmeisterschaften 2019, welche in der Nähe von Sarasota und Bradenton stattfanden, war sie Bestandteil der Besatzung des Leichtgewichts-Doppelzweiers ohne Steuerfrau. Neben ihr gehörte Maria Ludovica Costa zur Besatzung. Im Vergleich zum Test-Wettbewerb, in den sie nur den fünften Platz belegten, konnten sich die beiden Steigern und gewannen mit fast fünf Sekunden Vorsprung vor den US-amerikanischen und den deutschen Boot den U23-Weltmeistertitel. Als frischgebackene U23-Weltmeisterinnen nahmen sie in Linz an den Ruder-Weltmeisterschaften 2019 teil. Nachdem sie im Test-Wettbewerb bereits hinter den Boot aus den Vereinigten Staaten den zweiten Platz belegt haben, gewannen sie hinter den US-Amerikanerinnen Margaret Bertasi und Cara Stawicki und vor dem Boot aus Deutschland, welches von Janika Kölblin und Marie-Christine Gerhardt gebildet wurde, in diesem Wettbewerb die Silbermedaille.